# Elena López Benaches
Elena López Benaches (Torís, 4 d'octubre de 1994) és una gimnasta rítmica valenciana, subcampiona olímpica als Jocs Olímpics de Rio de Janeiro 2016, bicampiona del món de 10 maces (Kíev 2013 i Esmirna 2014) i 4a als Jocs Olímpics de Londres 2012 amb el conjunt espanyol. A Stuttgart 2015 la selecció espanyola va aconseguir el bronze mundial en el concurs general, sent la primera medalla espanyola en la general d'un Campionat del Món des de 1998. La plata a Rio 2016 va ser la primera medalla olímpica per a la gimnàstica rítmica espanyola des d'Atlanta 1996.
Posseeix nombroses medalles en campionats del món, Europeus i proves de la Copa del Món, entre altres competicions internacionals. Entre les distincions obtingudes com a membre del conjunt estan el Premis As del deporte (2014), la Copa Baró de Güell en els Premis Nacionals de l'Esport (2015), la Medalla de Bronze de la Real Ordre del Mèrit Esportiu (2015) i la Medalla de Plata de la Reial Ordre del Mèrit Esportiu (2016). El 2014 Torís va batejar un carrer com «Gimnasta Elena López Benaches» en el seu honor, i el Gimnàs Municipal de la ciutat porta el seu nom des de 2016. El conjunt al qual pertany és conegut com l'Equipaso.

## Biografia esportiva

### Inicis
Natural de Torís, va començar en la gimnàstica rítmica amb 6 anys al Club Torís, i posteriorment va passar al Club L'Almara de Burjassot, en el qual va entrar el 2005 i va romandre fins a la seva arribada a l'equip nacional.

### Etapa en la selecció nacional

#### 2008 - 2012: cicle olímpic de Londres 2012
Va entrar a la selecció nacional de gimnàstica rítmica d'Espanya al setembre de 2008, passant llavors a integrar el conjunt júnior i entrenant en el Centre d'Alt Rendiment de Madrid. Amb el combinat júnior va aconseguir el 2009 la 7a posició en la general i la 5a en la final de 5 cintes, en el Torneig Internacional júnior paral·lel a la Copa del Món de Portimão, així com la 5a plaça en el Campionat Europeu de Bakú.
El 2010 va passar a formar part del conjunt sènior, que estava entrenat per la seleccionadora Efrossina Angelova i per Noelia Fernández. Aquest any seria gimnasta titular en els dos exercicis de la temporada. A l'abril va tenir lloc el Campionat Europeu de Bremen, on el combinat espanyol va aconseguir la 5a plaça en el concurs general, la 6a en 3 cintes i 2 cordes, i la 8a en 5 cèrcols. Al setembre l'equip va disputar el Campionat Mundial de Moscou, obtenint la 15a plaça en el concurs general i la 8a en la final de 3 cintes i 2 cordes. El conjunt per a aquesta competició el van integrar Elena López, Loreto Achaerandio, Sandra Aguilar, Miriam Belando (que no havia estat a Bremen), Alejandra Quereda i Brega Rodó, a més de Yanira Rodríguez com a suplent.
El gener de 2011 Anna Baranova va tornar com a seleccionadora nacional, amb Sara Bayón com a entrenadora del conjunt al costat de la pròpia Anna. En aquests moments l'equip portava tres mesos de retard respecte dels altres, l'interval de temps entre la destitució de Efrossina Angelova (que va interposar una demanda a la Federació per acomiadament improcedent) i la contractació d'Anna Baranova. Algunes gimnastes van tornar als seus clubs d'origen durant aquest període, encara que diverses van seguir treballant a nivell corporal i tècnica d'aparell amb Noelia Fernández a l'espera d'una nova seleccionadora. Amb la tornada d'Anna i Sara, es van fer muntatges nous dels dos exercicis, amb l'objectiu de classificar-se en el Mundial d'aquell any pels Jocs Olímpics de Londres 2012. El nou muntatge de 5 pilotes tenia com a música Xarxa violí d'Ikuko Kawai (un tema basat en l'adagio del Concert d'Aranjuez), mentre que el de 3 cintes i 2 cèrcols usava Malaguenya de Ernesto Lecuona en les versions de Stanley Black i de Plácido Domingo. Aquell any López seria titular únicament en l'exercici de 3 cintes i 2 cèrcols, mentre que en el de 5 pilotes sortiria Loreto Achaerandio en el seu lloc. Durant aquella temporada, el conjunt va aconseguir classificar-se per a diverses finals en proves de la Copa del Món, a més d'obtenir les 3 medalles d'or en joc, tant en l'US Classics Competition a Orlando com en l'II Meeting de Vitória (Brasil). Al Campionat Mundial de Montpeller (França) no va poder classificar-se directament pels Jocs Olímpics, ja que va obtenir la 12a posició i una plaça pel preolímpic, després de fallar en l'exercici de cintes i cèrcols en fer-se un nus en una cinta després del xoc en l'aire de dos d'elles. A més, les gimnastes van aconseguir la 6a plaça en la final de 5 pilotes. Després del Campionat del Món de Montpeller van seguir els seus entrenaments amb l'objectiu de poder classificar-se finalment per als Jocs en la cita preolímpica. En el I Torneig Internacional Ciutat de Saragossa van aconseguir la medalla de plata després de les russes. El conjunt titular aquest any va estar format per Elena López, Sandra Aguilar, Loreto Achaerandio, Lourdes Mohedano, Alejandra Quereda (capitana) i Brega Rodó.
El 2012 López seguiria sent titular únicament en l'exercici de 3 cintes i 2 cèrcols. Al gener el conjunt espanyol de gimnàstica rítmica va aconseguir l'or en el torneig preolímpic de Londres 2012, assegurant la seva participació en els Jocs Olímpics de Londres 2012. Al maig, el conjunt espanyo va obtenir la medalla de bronze en la classificació general de la prova de la Copa del Món celebrada a Sofia i la medalla d'or en la final de l'exercici mixt de cintes i cèrcols. El juliol de 2012 el conjunt va aconseguir la medalla de bronze en la classificació general de la prova de la Copa del Món celebrada a Minsk.
Posteriorment, López va acudir amb l'equip als Jocs Olímpics de Londres 2012, la seva primera experiència olímpica. A la fase de classificació, el conjunt espanyol, compost per Elena López, Loreto Achaerandio, Sandra Aguilar, Lourdes Mohedano, Alejandra Quereda (capitana) i Brega Rodó, va sumar 54,550 punts (27,150 en 5 pilotes i 27,400 en 3 cintes i 2 cèrcols), la qual cosa les va col·locar cinquenes en la classificació general i les va incloure a la final. A la final olímpica celebrada en el Wembley Arena, el conjunt espanyol va realitzar un primer exercici de 5 pilotes en el qual va obtenir una puntuació de 27,400 punts, col·locant-se en 5a posició i millorant en 250 centenes pel que fa a la seva puntuació obtinguda el dia de la classificació. En l'exercici de 3 cintes i 2 cèrcols va obtenir una puntuació de 27,550 punts. Espanya va reclamar la nota de dificultat de l'exercici, que va anar de 9,200, encara que la reclamació va ser rebutjada per la Federació Internacional de Gimnàstica (FIG). En acabar els dos exercicis, l'equip va acumular un total de 54,950 punts, la qual cosa li va servir per acabar la competició en 4a posició i obtenir el diploma olímpic.

#### 2013 - present: cicle olímpic de Río 2016

##### 2013: primer títol mundial a Kíev
El 2013, el conjunt va estrenar els dos nous exercicis per a la temporada: el de 10 maces i el de 3 pilotes i 2 cintes. El primer emprava com a música «A cegues» de Miguel Poveda, i el segon els temes «Still», «Big Palooka» i «Jive and Jump» de The Jive Aces. Les noves components de l'equip aquest any van ser Artemi Gavezou i Marina Fernández (que es retiraria a l'agost de 2013). Una lesió va portar a Elena a perdre's diverses competicions a l'inici de temporada, com la prova de la Copa del Món disputada en Lisboa, on el conjunt va ser medalla d'or en la general i bronze en 3 pilotes i 2 cintes, i la prova de la Copa del Món de Sofia, on es va obtenir la plata en 10 maces. A causa de la lesió de Brega Rodó, Elena va poder tornar a la titularitat en l'exercici de 10 maces a la fi de juny, en una exhibició en Valladolid. Posteriorment va participar en la prova de la Copa del Món de Sant Petersburg, on el conjunt va ser bronze en el concurs general. Després de la retirada de Marina Fernández, va passar a ser titular també en el de 3 pilotes i 2 cintes.

L'1 de setembre en el Campionat Mundial de Kíev, després d'acabar el dia anterior 4º en el concurs general, el conjunt espanyol va obtenir la medalla d'or en la final de 10 maces i la de bronze en la de 3 pilotes i 2 cintes. La nota de l'exercici de maces va ser de 17,350, la qual cosa va atorgar a les espanyoles el títol mundial per davant d'Itàlia i Ucraïna, segona i tercera respectivament, mentre que en la final del mixt, la nota de 17,166 no va ser suficient per desbancar a Belarús, que va ser plata, i a Rússia, que es va penjar l'or. El conjunt estava format per Elena, Sandra Aguilar, Artemi Gavezou, Lourdes Mohedano i Alejandra Quereda. Aquestes van ser les primeres medalles obtingudes per Espanya en un Campionat Mundial de Gimnàstica Rítmica des de 1998.
Després de proclamar-se campiones del món, les gimnastas del conjunt espanyol van realitzar una gira on van participar en diverses exhibicions, de les quals Elena va participar en les realitzades en l'Arnold Classic Europe en Madrid, la Gala Solidària a favor del Projecte Home en Burgos (encara que no va actuar per lesió), la Gala d'Estels de la Gimnàstica en Mèxic, D. F., l'Euskalgym en Bilbao i en Lió. A més, van crear un calendari amb l'objectiu de recaptar diners per a pagar les competicions següents. Al novembre de 2013 va ser operada del menisc.

##### 2014: bronze europeu a Bakú i segon títol mundial a Esmirna
Les molèsties que Elena encara tenia en el genoll, a més d'altres incidències, com un edema ossi en el turmell esquerre de Lourdes Mohedano, van fer retardar l'estrena de la temporada 2014 per a l'equip. El 29 de març de 2014, el conjunt va participar en una exhibició en Vera (Almeria), on va estrenar el nou exercici de 3 pilotes i 2 cintes (amb els temis «Intro» i «Mastegués» de Violet com a música), a més de realitzar el muntatge de 10 maces, que presentava algunes modificacions pel que fa a l'any anterior. La setmana posterior, les mateixes cinc integrants de l'equip que havien estat campiones del món a Kíev, van viatjar a Lisboa per competir en la prova de la Copa del Món disputada allí, el seu primer campionat oficial de la temporada. A Lisboa van aconseguir la medalla d'or en el concurs general, mentre que en les dues finals per aparells van obtenir sengles medalles de plata, tant en l'exercici de 10 maces com en el mixt de 3 pilotes i 2 cintes. En l'última competició abans de l'Europeu, la Copa del Món de Minsk, el conjunt es va fer amb la medalla de plata en el concurs general i la de bronze en la final de 3 pilotes i 2 cintes, a més d'aconseguir un 4è lloc en la final de 10 maces.
Plantilla:Multimèdia externa
Al juny van disputar el Campionat d'Europa de Bakú, en el qual després d'aconseguir amb una nota de 34,091 el 5ª lloc en el concurs general dos dies abans, van aconseguir penjar-se la medalla de bronze en la final de 10 maces. La nota de 17,550 les va col·locar en aquesta final darrere de Rússia, que va ser plata, i Bulgària, que va aconseguir l'or. A més, van tornar a obtenir la 5a plaça en la final de 3 pilotes i 2 cintes amb una nota de 17,400. Aquesta medalla va ser la primera assolida per Espanya en un Campionat Europeu de Gimnàstica Rítmica des de 1999. L'endemà passat de l'Europeu, el 17 de juny, es va dur a terme una recepció a l'equip nacional en el CSD per celebrar aquesta presea. En el mateix, el president de la Real Federació Espanyola de Gimnàstica, Jesús Carballo, va qualificar al conjunt espanyol com «un dels millors equips que hem tingut» i va destacar el valor de la medalla en ser aconseguida davant «països amb moltíssima més història i molts més recursos per poder copar els podis». Alejandra Quereda, la capitana de l'equip, va assenyalar que «és una mostra del gran moment de forma en el qual ens trobem».
L'agost es va disputar la prova de la Copa del Món en Sofia, en la qual el conjunt espanyol va obtenir el 4t lloc en el concurs general, a sol 5 centenes del bronze, quedant així per darrere d'Itàlia, Bulgària i Rússia, que es va fer amb l'or. L'endemà, van aconseguir la medalla de bronze en la final de 10 maces i el 5è lloc (empatades amb Ucraïna i Belarús) en la de 3 pilotes i 2 cintes. Per a aquesta competició, la gimnasta Artemi Gavezou, que es trobava recuperant-se d'una lesió i no va poder viatjar, va ser reemplaçada per Adelina Fominykh en l'exercici de maces i per Marina Vell en el mixt, suposant el debut d'ambdues amb el conjunt titular. També aquest mateix mes van disputar, de nou amb Artemi com a titular, l'IV Meeting en Vitória (Brasil), on van aconseguir la plata en el concurs general i en 3 pilotes i 2 cintes, i la medalla d'or en 10 maces. Al començament de setembre van disputar la prova de la Copa del Món en Kazán, on les integrants del combinat espanyol es van fer amb el bronze en el concurs general, el 4t lloc en la final de 3 pilotes i 2 cintes, i el 8è lloc en la de 10 maces.
En el Campionat Mundial d'Esmirna, diverses caigudes i una sortida del tapís en l'exercici de 3 pilotes i 2 cintes, van fer que el conjunt espanyol acabés en el lloc 11è en el concurs general, aconseguint classificar-se solament per a la final de maces. L'endemà, el 28 de setembre, el combinat espanyol va aconseguir rescabalar-se en obtenir la medalla d'or en la final de 10 maces per segon any consecutiu. La nota de l'exercici va ser de 17,433, la qual cosa va atorgar a les espanyoles el títol mundial per davant d'Israel i Belarús, segona i tercera respectivament. El conjunt estava integrat per les mateixes components que també van aconseguir la medalla d'or a Kíev l'any anterior: Elena, Sandra Aguilar, Artemi Gavezou, Lourdes Mohedano i Alejandra Quereda.
Després de proclamar-se campiones del món per segona vegada, a l'octubre van viatjar al LG Whisen Rhythmic All Stars 2014, celebrat en Seül (Corea del Sud), on van realitzar l'exercici mixt i van participar en una exhibició. El 15 de novembre de 2014, un carrer en Torís va ser batejada com «Gimnasta Elena López Benaches» en el seu honor. El 20 de desembre, el conjunt espanyol va participar en l'homenatge en Palència a la seva entrenadora, Sara Bayón, realitzant dues exhibicions. El reconeixement va tenir lloc en el Pavelló Marta Domínguez.

##### 2015: bronze mundial a Stuttgart i majors reconeixements
Per 2015 es van canviar els dos exercicis del conjunt. L'exercici de 5 cintes tenia com a música la cançó «Europa» de Mónica Taronger, mentre que el de 2 cèrcols i 6 maces un remix de District 78 del tema «Ameksa (The Shepard)» de Taalbi Brothers. L'11 de febrer de 2015 va ser operada reeixidament del menisc. A l'abril, Elena va tornar a la competició per disputar la Copa del Món de Pesaro, actuant únicament en l'exercici de 5 cintes. En la mateixa, el conjunt va obtenir la medalla de bronze en el concurs general, el 7è lloc en 5 cintes i el 5º en 2 cèrcols i 6 maces. Al començament de maig, el conjunt va participar en sengles exhibicions en el Campionat d'Espanya en Edat Escolar, disputat en Àvila, i en el Torneig Internacional de Corbeil-Essonnes (França). A la fi de maig l'equip va viatjar a Taskent per participar en la Copa del Món celebrada a la capital uzbeka. Allí van aconseguir dues medalles de plata tant en el concurs general com en 2 cèrcols i 6 maces, i van acabar en la 6a posició en 5 cintes. Al juny, el conjunt va participar en els Jocs Europeus de Bakú 2015, obtenint el 4t lloc tant en el concurs general com en la final de 5 cintes. En la Copa del Món de Sofia, celebrada a l'agost, van obtenir la 7a posició en el concurs general i la 6ª en la final de 5 cintes. Aquest mateix mes, en la Copa del Món de Kazán, van aconseguir la 6a posició en la general i el 5è lloc tant en la final del mixt com en la de 5 cintes.

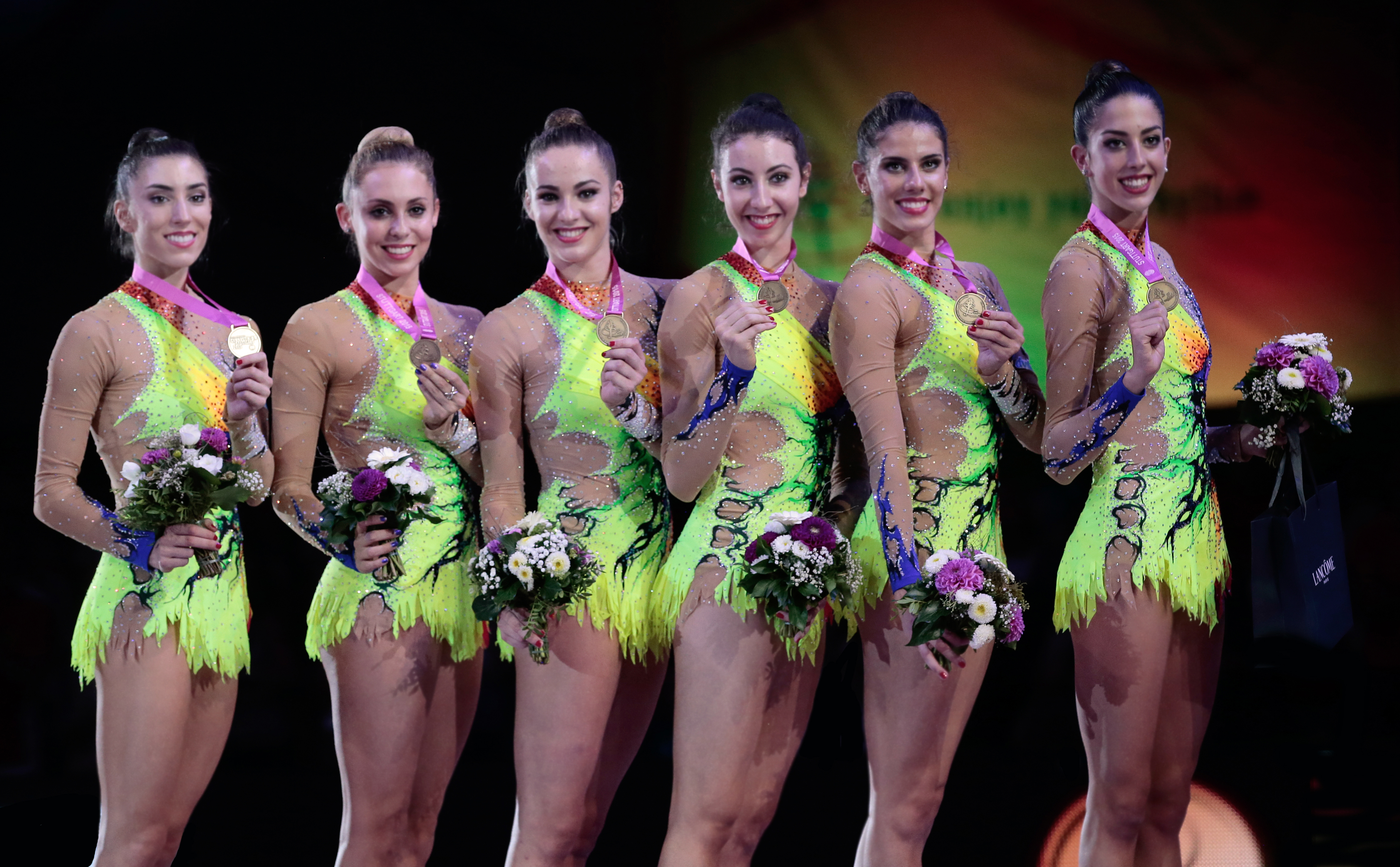
L'equip espanyol amb el bronze de la general en el Mundial de Stuttgart (2015).

Al setembre de 2015 es va disputar el Campionat Mundial de Stuttgart, classificatori pels Jocs Olímpics. El primer dia de competició, el 12 de setembre, el conjunt espanyol va aconseguir la medalla de bronze en el concurs general amb una nota acumulada de 34,900, solament superada per Rússia i Bulgària, or i plata respectivament. Era la primera medalla per a Espanya en la general d'un Mundial des de 1998. Aquest lloc va atorgar al combinat espanyol una plaça directa pels Jocs Olímpics de Rio de Janeiro 2016. L'última dia de competició, les espanyoles van obtenir la 6a plaça en la final de 5 cintes. Durant aquest exercici, Artemi Gavezou es va lesionar el peu. L'equip va decidir llavors no participar en la final de 2 cèrcols i 6 maces, ja que a més Brega Rodó, la gimnasta reserva, no podia competir al no estar inscrita en aquest moment. El conjunt va estar integrat en aquesta competició per Elena, Sandra Aguilar, Artemi Gavezou, Lourdes Mohedano i Alejandra Quereda, a més de Brega Rodó com a suplent. Aquest campionat va ser retransmès a Espanya per Teledeporte amb la narració de Paloma del Río i Almudena Cid, sent el primer Mundial que emetia una televisió espanyola en aquest cicle olímpic, ja que els dos anteriors no van ser transmesos per cap canal nacional.
Després d'aquest bronze mundial, el conjunt espanyol va tenir sengles recepcions en el Consell Superior d'Esports i el Comitè Olímpic Español, a més de concedir nombroses entrevistes a diferents mitjans de comunicació, participant per exemple al programa de radi Planeta olímpic de Radio Marca o al programa de televisió El formiguer d'Antena 3 el 24 de setembre.

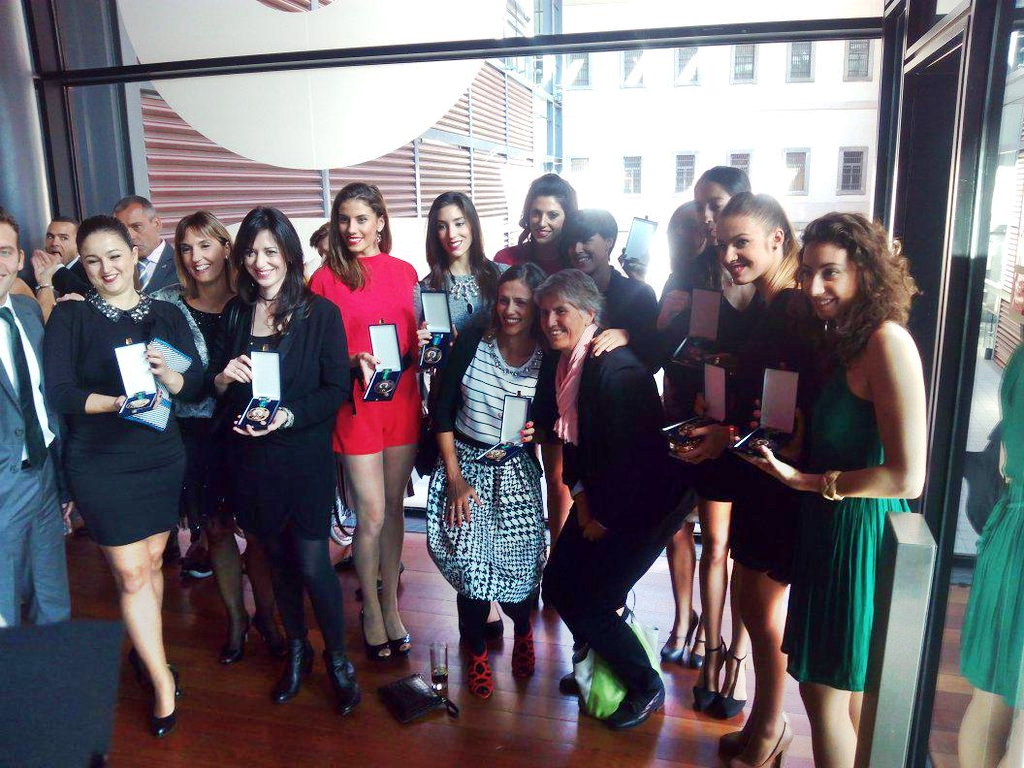
Elena al costat de la resta del conjunt, les Nenes d'Or i Paloma del Río en el lliurament de la Real Ordre del Mèrit Esportiu (2015).

El 14 d'octubre de 2015, les cinc components del conjunt espanyol bicampió del món, entre elles Elena, van rebre la Medalla de Bronze de la Real Ordre del Mèrit Esportiu, atorgada pel Consell Superior d'Esports, una de les distincions més importants que pot obtenir un esportista espanyol. El guardó els havia estat concedit el 28 de juliol del mateix any. L'acte de lliurament va ser presidit per Íñigo Méndez de Vigo, Ministre d'Educació, Cultura i Esport, i per Miguel Cardenal, president del CSD, i va tenir lloc a l'auditori del Museu Nacional Centre d'Art Reina Sofia (Madrid). A més, en el mateix esdeveniment van ser guardonades amb la Medalla d'Or el conjunt espanyol campió olímpic a Atlanta 1996, conegudes com les Nenes d'Or, sent la primera vegada que ambdues generacions de gimnastas es reunien. Un mes després, el 17 de novembre, el conjunt espanyol va acudir als Premis Nacionals de l'Esport, on els va ser lliurada la Copa Baró de Güell com a millor equip nacional de 2014, premi del Consell Superior d'Esports que se'ls havia atorgat el 13 de juliol i que va ser compartit amb la selecció femenina de futbol. La Copa va ser recollida per Alejandra Quereda, capitana de l'equip, i per Jesús Carballo Martínez, president de la Federació, de mans del rei Felipe VI d'Espanya.
El 19 d'octubre de 2015 es va anunciar que el conjunt espanyol de gimnàstica rítmica protagonitzaria el tradicional anunci de Nadal de la marca de cava Freixenet, i que aquest seria dirigit pel cineasta Kike Maíllo. L'equip va realitzar els assajos del espot el 29 i el 30 d'octubre, i es va gravar entre els dies 10 i 11 de novembre en un plató de Barcelona. L'anunci, titulat Brillar, es va estrenar finalment el 25 de novembre en un esdeveniment en el Museu Marítim de Barcelona, podent veure's des d'aquest dia a la pàgina web de Freixenet i en YouTube. Va ser acompanyat per l'enregistrament d'un documental promocional anomenat Mereixent un somni, on gimnastas i entrenadores expliquen el seu dia a dia en l'equip nacional. El 19 de desembre el conjunt espanyol va actuar com a tancament de la XXII Gal·la Internacional Nadalenca de Gimnàstica de Vitòria.

##### 2016: Europeu de Jolón i plata en els Jocs Olímpics de Rio
Al febrer de 2016, en la Copa del Món d'Espoo (Finlàndia), el conjunt va estrenar dos nous exercicis per a la temporada. El de 5 cintes té com a música un medley de temes amb aires brasilers: «Vidacarnaval» de Carlinhos Brown, «Bahiana/Batucada» d'Inner Sense i Richard Sliwa, i «Sambuka» d'Artem Uzunov. El de 2 cèrcols i 6 maces explica per la seva banda amb els temes flamencs «Cementiri jueu», «Soleá» i «L'aurora de Nova York», interpretats per la Companyia Rafael Amarg i Montse Cortés. Rafael Amarg també va col·laborar amb el conjunt en la coreografia de l'exercici. L'equip va obtenir el bronze en la general, l'or en cintes i la plata en el mixt. Al començament de març van aconseguir els 3 ors en joc en el Torneig Internacional de Schmiden (Alemanya). Aquest mateix mes van viatjar a la Copa del Món de Lisboa, on van obtenir el bronze en la general, el 5è lloc en 5 cintes i un altre bronze en el mixt. La setmana següent es van desplaçar a França per disputar el Grand Prix de Thiais, que celebrava el seu 30a edició. Allí van aconseguir el bronze en la general, el 4t lloc en 5 cintes i la plata en el mixt. Al maig, en la Copa del Món de Taskent, es van penjar el bronze en cintes i la plata en el mixt després d'haver obtingut el 4t lloc en la general.
Al juny es va disputar la Copa del Món de Guadalajara, la primera competició internacional oficial de gimnàstica rítmica que es va celebrar a Espanya des de la Final de la Copa del Món en Benidorm (2008). L'esdeveniment es va desenvolupar del 3 al 5 de juny en el Palacio Multiusos de Guadalajara amb l'assistència d'unes 8.000 persones en les dues últimes jornades. El conjunt va aconseguir alçar-se amb la medalla d'or en la general per davant de Belarús i Ucraïna, mentre que l'últim dia es va penjar dos bronzes en les finals de cintes i del mixt. Aquest mateix mes van disputar el Campionat d'Europa de Jolón, on van obtenir el 6ª lloc en la general amb una nota acumulada de 35,333. En les finals per aparells, van aconseguir el bronze en 5 cintes amb una nota de 18,133, i la plata en el mixt amb una puntuació de 18,233. El juliol van competir en la Copa del Món de Kazán, obtenint el 6è lloc en la general i el 4º en la final de cintes. A la fi d'aquest mateix mes van disputar la Copa del Món de Bakú, última cita abans dels Jocs, on van aconseguir la 5a plaça en la general i sengles bronzes en les dues finals per aparells.
L'agost va competir amb el conjunt en els Jocs Olímpics de Río 2016, la seva segona participació olímpica. El combinat espanyol estava integrat en aquest esdeveniment per Elena, Sandra Aguilar, Artemi Gavezou, Lourdes Mohedano i Alejandra Quereda (capitana). La competició va tenir lloc els dos últims dies dels Jocs en el pavelló Arena Olímpica de Río. El 20 d'agost van aconseguir la 1a plaça en la qualificació amb una nota de 35,749 (17,783 en cintes i 17,966 en el mixt), aconseguint classificar-se així per a la final de l'endemà. El 21 d'agost, en la final olímpica, l'equip espanyol es va col·locar en primer lloc després de l'exercici de 5 cintes amb una nota de 17,800. En la segona rotació, la de l'exercici mixt, van obtenir una puntuació de 17,966. Finalment van acabar en segona posició després de Rússia i per davant de Bulgària, aconseguint així la medalla de plata amb una nota de 35,766. Aquesta presea va ser la primera medalla olímpica per a la gimnàstica rítmica espanyola des de l'assolida per les Nenes d'Or en Atlanta 1996.
El 22 d'octubre va participar al costat de la resta del Equipaso en una exhibició en l'Euskalgym de Vitòria. El 15 de novembre de 2016, les cinc components del conjunt subcampió olímpic van rebre la Medalla de Plata de la Real Ordre del Mèrit Esportiu, atorgada pel CSD, que els havia estat concedida el 18 d'octubre. Així mateix es va premiar amb la Medalla de Bronze a la seleccionadora Anna Baranova, a la gimnasta Carolina Rodríguez i a la jutge de rítmica Ana María Valenti. L'acte de lliurament va ser presidit per Íñigo Méndez de Vigo, Ministre d'Educació, Cultura i Esport, i va tenir lloc a l'auditori del Museu Nacional Centre d'Art Reina Sofia (Madrid). Després d'anunciar-se que el Equipaso tornaria a protagonitzar el espot nadalenc de Freixenet, el mateix va ser presentat el 28 de novembre en una gala en el Teatre Goya de Barcelona. Va comptar amb la presentació de Almudena Cid i la presència de l'equip. L'anunci, titulat Brillar 2016, era practicamente el mateix de l'any anterior amb excepció del final, que incloïa noves imatges de les gimnastas felicitant l'any amb la plata olímpica. Així mateix, la campanya va ser acompanyada per un documental promocional cridat La satisfacció és per sempre, amb noves imatges i declaracions de les gimnastas sobre la seva preparació, i una recreació del podi dels Jocs de Río.
En l'actualitat Elena estudia TAFAD (Cicle formatiu de Tècnic Superior d'Activitats Físiques i Esportives).

## Premis, reconeixements i distincions
- Premio Passaport Olímpic 2011 dels lectors als esportistes més destacats (2012)[95]
- Esment Especial (al costat de la resta del conjunt 4º en els Jocs Olímpics) en la Gala Anual de Gimnàstica de la Federació Càntabra de Gimnàstica (2013)[96]
- Lliura d'un pergamí de reconeixement per l'Ajuntament de Torís (2013)[97][98][99]
- Tità d'Or (al costat de la resta del conjunt campió del món a Kíev) en la XVIII Gala de l'Esport de Arganda del Rei (2013)[100]
- Premio Passaport Olímpic 2013 a l'equip més destacat (2014)[101]
- Medalla d'Or de la Generalitat Valenciana al Mèrit Esportiu (2014)[102]
- Medalla del Comitè Olímpic Español (2014)[103]
- Premio As de l'esport 2014 (al costat de la resta del conjunt), atorgat pel diari As (2014)[1][104][105][106]
- Premi a la Gesta Esportiva Femenina per Equips (al costat de la resta del conjunt) en la XXX Gal·la de l'Esport Municipal d'Andújar (2014)[107][108]
- Premi Dvillena al Millor Equip Femení de 2014 en la I Edició dels Premis Planeta Olímpic (2015)[109][110]
- Guardonada (al costat de la resta del conjunt) en la XXXV Gal·la Nacional de l'Esport de l'Associació Espanyola de la Premsa Esportiva (2015)[111][112]
- Esportista femenina més destacada en els Premis al Mèrit Esportiu de la Ciutat de València (2015)[113]
- Copa Baró de Güell al millor equip espanyol, atorgada pel CSD i lliurada en els Premis Nacionals de l'Esport de 2014 (2015)[2]
- Medalla de Bronze de la Real Ordre del Mèrit Esportiu, atorgada pel Consell Superior d'Esports (2015)[3][73][114][115][116]
- Trofeu per la consecució de la medalla de bronze a Stuttgart, atorgat pel Ajuntament de Guadalajara en el V Trofeu Maite Nadal (2015)[117]
- Millor Equip en els Premis Dona, Esport i Empresa, lliurats a l'I Congrés Ibèric Dona, Esport i Empresa (2015)[118]
- Premi Internacional per la consecució de la medalla de bronze a Stuttgart en la XXIII Nit de l'Esport de Mollet del Vallès (2016)[119]
- Distinció (al costat de la resta del conjunt) en la Gala de l'Esport de Ceuta (2016)[120][121]
- Guardonada (al costat de la resta del conjunt) en la XXXVI Gal·la Nacional de l'Esport de l'Associació Espanyola de la Premsa Esportiva (2016)[122]
- Medalla de Plata de la Real Ordre del Mèrit Esportiu, atorgada pel Consell Superior d'Esports (2016)[123]
- Filla Predilecta de Torís (2016)[124]
- Premi Valencians per al segle xxi, atorgat pel diari Les Províncies (2016)[125]
- Trofeu a l'Esportista Internacional de 2016 (al costat de la resta del conjunt) en la Gala de Món Esportiu (2017)[126]

### Altres honors
- Un carrer a Torís va ser batejada com «Gimnasta Elena López Benaches» en el seu honor el 15 de novembre de 2014.[50]
- El Gimnàs Municipal de Torís porta el seu nom des del 19 d'octubre de 2016.[124]